# 코흐큰낮도마뱀붙이

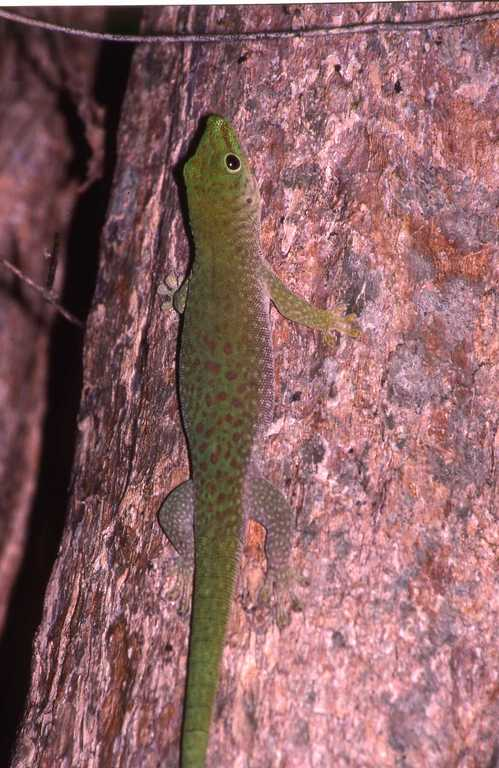

코흐 자이언트 데이 게코(Koch's giant day gecko)라 불리는 코흐큰낮도마뱀붙이(Phelsuma madagascariensis kochi)는 주행성을 띄는 낮도마뱀붙이류의 한 아종이다. 마다가스카르 북부, 북서부에 토착하며 보통 나무에 서식한다. 대개 곤충, 꽃꿀을 먹는다.
아종명 kochi는 독일의 조류학자 겸 파충류학자이며, 프랑크푸르트의 젠켄베르크 자연사박물관에서 근무한 코흐(K.L. Koch)를 기린 것이다.
코흐큰낮은 때로 개별적인 종(Phelsuma kochi Mertens, 1954)으로 여겨진다.

## 형태
코흐큰낮은 꼬리까지 최대 30.5 센티미터 (12.0 in)에 이르러, 낮도마뱀붙이류 중에서는 제일 큰 편이다. 몸은 짙고 흐린 녹색을 띈다. 콧구멍에서 눈까지 희미한 붉은 줄무늬가 있다. 등에는 붉은색 작은 점들이 나있기도 하다. 목과 옆구리는 보통 밝은 회색이고, 아래는 황백색이다.

## 분포
코흐큰낮은 마다가스카르 북서부, 서부의 해안, 내륙에 널리 분포한다. 마에바타나나(en:Maevatanana) 근방에서 최초로 발견되었다.
코흐큰낮은 햇볕을 쬐기 좋은 바나나나무 따위의 다양한 나무에서 발견된다. 인류 거주지는 피한다. 기후는 일년 내내 극히 건조하며 온도는 40 °C까지 올라간다.

## 습성
코흐큰낮은 다양한 곤충 따위의 무척추동물을 먹는다. 부드럽고 달달한 과일, 꽃가루, 꽃꿀도 먹는다.
코흐큰낮은 마다가스카르낮, 큰낮처럼 호전적이지는 않다.
번식기는 11월에서 5월 첫째 주까지다. 이 때 성숙한 암컷은 알을 여섯 쌍까지 낳는다. 알은 온도가 28 °C일 때, 63-68 일 후에 부화한다. 신생아는 꼬리까지 65 mm에 달하며 1년 후에 성숙한다.

## 사육
코흐큰낮은 식물이 무성한 큰 테라리움에서 한 수컷에 한 마리, 혹은 두세 마리의 암컷을 짝을 지어 키워야 한다. 온도는 낮에는 28 °C, 습도는 65-75%를 유지해야 한다. 사육 시에는 귀뚜라미, 시판 과일 사료, 벌집나방(:en:wax moth) 애벌레, 초파리, 밀웜, 집파리를 먹일 수 있다.

## 참고 문헌
- Henkel F-W, Schmidt W (1995). Amphibien und Reptilien Madagaskars, der Maskarenen, Seychellen und Komoren. Stuttgart: Ulmer. ISBN 3-8001-7323-9
- McKeown, Sean (1993). The General Care and Maintenance of Day Geckos. Lakeside, California: Advanced Vivarium Systems.
- Mertens R (1954). "Studien über die Reptilienfauna Madagaskars II. Eine neue Rasse von Phelsuma madagascariensis". Senckenbergiana Biologica 35: 13-16. (Phelsuma madagascariensis kochi, new subspecies). (in German).